# Michael Welsh (ur. 1942)
Michael John Welsh (ur. 22 maja 1942 w Dovercourt) – brytyjski polityk i menedżer, poseł do Parlamentu Europejskiego I, II i III kadencji.

## Życiorys
Absolwent Dover College (1956–1960) i Lincoln College w Oksfordzie (1960–1963), uzyskał dyplom w dziedzinie prawa. Pracował w koncernie Proprietors of Hays Wharf, następnie od 1969 do 1979 w Levi Strauss & Co. m.in. jako dyrektor ds. strategii rozwoju rynku. W latach 1976–1979 przewodniczący British Conservative Association in Belgium.
Dołączył do Partii Konserwatywnej. W 1979, 1984 i 1989 wybierany na posła do Parlamentu Europejskiego. Przystąpił do frakcji Europejscy Demokraci, a w 1992 wraz z nią do grupy Europejskiej Partii Ludowej. W 1994 nie uzyskał reelekcji, został następnie dyrektorem powiązanego z torysami prounijnego think tanku Action Centre for Europe. Od 1997 do 2013 zasiadał w radzie hrabstwa Lancashire, w tym od 2003 do 2008 jako lider klubu konserwatystów.

## Odznaczenia
W 2014 odznaczony Orderem Imperium Brytyjskiego V klasy.